# Weinerův dům
Weinerův dům je čtyřpatrový řadový městský dům na náměstí Republiky v Plzni. Byl postaven kolem roku 1930 podle návrhu Bohumila Chvojky. Obsahuje dva bytové prostory navržené atelierem Adolfa Loose a je kulturní památkou.

## Historie
Parcela na čísle popisném 136 byla zastavěna již ve středověku. Majiteli objektu byli:
- 1558–73 Jan Geronis
- 1573–79 Václav Kozina z Libušína
- 1579–91 Václav Freysmuth z Železné
- 1591–? Lidmila Kašpárková z Lovče

Když v roce 1595 získala dům Lidmila Kašpárková, nechala původní budovu přestavět na dvoupatrovou renesanční stavbu. Z této doby se zachoval portál, který je vsazen do zasunutého vjezdu v současném průčelí domu. V kladí portálu je nápis: „Spraw, Pane, cesty mé, att ve gmenu twém kraczym a Anděl twug swatý att mne prowázý – 1595 – Pane, proweď mne w sprawedlnosti twé pro neprzátely mé, sprawug przed oblicegem swým cestu mau.“ 
Dále byli majiteli domu:
- 1613–? Jan Dolejší
- 1644–86 Matouš František Stehlík z Čenkova
- 1686–1712 Anna Buxbaumová, rozená Stehlíková
- 1712–? Václav Jan Stehlík z Čenkova
- ? Bartoloměj Guldener
- ?–1800 Lidmila Albrechtová, rozená Guldenerová

V roce 1801 byla realizována další podstatná stavební úprava domu. Od roku 1803 pak dům vlastnil Josef Albrecht.
V roce 1923 zakoupili dům manželé Weinerovi, kteří obchodovali s koženým zbožím. Na konci 20. let 20. století (v roce 1929 nebo 1930) nechali dům zbourat a na jeho místě postavit v letech 1928–31 novostavbu.
Plány na tuto novostavbu vypracoval architekt Vilém Beer a jednalo se o šestipodlažní stavbu s pasáží a dvorním traktem. Takový projekt ale významně zasahoval do tehdejší podoby náměstí Republiky a narazil na odpor plzeňských památkářů. Ačkoli Vilém Beer vytvořil několik alternativních návrhů domu, vždy zůstával u výšky šesti podlaží. Investoři tedy nakonec oslovili s poptávkou architekta Bohumila Chvojku. Ten budovu snížil a v průčelí navrhl římsy tak, aby odpovídaly horizontálnímu členění sousedních domů. Také štít upravil tak, aby více ladil se sousedícími historickými objekty. Beerovo dispoziční řešení objektu nicméně zachoval.
Weinerovi byli židovského původu, během druhé světové války jim dům byl zabaven a v roce 1945 vrácen přeživším potomkům. Na počátku 60. let 20. století pak byl objekt zestátněn. Od roku 1958 je chráněn jako kulturní památka.

## Architektura
Dům je řadový a je situován na hluboké úzké parcele. Čtvrté patro je zúžené a štít nad ním se ještě dále zužuje, aby bylo průčelí přizpůsobeno sousedící historické zástavbě. Vstup je zasunut do hloubi průčelí a je rámován původním renesančním portálem. Ten nese kromě nápisu také kartuši se znakem Lidmily Kašpárkové z Lovče a s jejími iniciálami. Vstup je lemován zaoblenými výkladci. Fasáda je obložena leštěnou žulou.
V suterénu domu byla navržena restaurace, sklady a technické zázemí. V parteru byly dva obchody, jeden z nich patřil Weinerovým, a další obchodní prostory se nacházely v prvním patře. Ve druhém patře byla ordinace zubního lékaře, ve třetím a čtvrtém patře pak byty.

## Loosovy interiéry
Na dvou interiérech domu se podílel ateliér architekta Adolfa Loose. Prvním z nich je zubní ordinace ve druhém patře, která patřila Samuelu Teichnerovi. Návrh půdorysu ineriéru pochází pravděpodobně od Loosova spolupracovníka Norberta Kriegera. V osově souměrném prostoru byly dvě proti sobě umístěné zubní ordinace odděleny čekárnou obloženou mahagonem. V prostorech v 70. letech 20. století sídlila Státní potravinářská kontrola, v současné době slouží jako byt. Z původního interiéru se dochovala část táflování a jedna vestavěná skříň.
Druhým prostorem je byt ve třetím patře, který patřil synovi majitelů domu Pavlu Weinerovi a jeho ženě. Autorem návrhu interiéru je Norbert Krieger, nebo (pravděpodobněji) další Loosův spolupracovník Heinrich Kulka. Byl měl propojený obývací pokoj s jídelnou, v ložnici byly vestavěné skříně a podobně jako v zubní ordinaci o patro níž se v interiéru uplatňovaly pestré barvy. Vnitřní prostor bytu byl ve 21. století rekonstruován, nicméně není přístupný veřejnosti.